# Mathilde van Engeland
Mathilde van Engeland (Sutton Courtenay, ca. 7 februari 1102 - Rouen, 10 september 1167) was, na overlijden van haar broer, door Hendrik I van Engeland tot zijn erfgename benoemd. Er werd voor haar een strategisch huwelijk gearrangeerd met de zoon van de Duitse keizer Hendrik IV, Hendrik V. Dit huwelijk bleef kinderloos waarop ze hertrouwde met Godfried V van Anjou. Na de dood van haar vader greep haar neef Stefanus van Blois de macht in Engeland en Normandië. Mathilde voerde een lange en verbitterde oorlog tegen Stefanus. Uiteindelijk lukte het haar na onderhandelingen, voor haar oudste zoon Hendrik Engeland en Normandië als grondgebieden te verwerven door hem als rechtmatig erfgenaam van Stefanus te laten benoemen (Verdrag van Wallingford). In Engeland werd ze Empress Maud genoemd, keizerin vanwege haar eerste huwelijk, Maud als Engelse vertaling van Mathilde, ter onderscheid van Queen Maud, de echtgenote van Stefanus.

## Jeugd
Mathilde was dochter van Hendrik I van Engeland en Mathilde van Schotland. Dat betekende dat ze niet alleen van Willem de Veroveraar afstamde, maar ook van de Angelsaksische koningen van Engeland. Tegenwoordig gaat men ervan uit dat ze in het koninklijk paleis te Sutton Courtenay is geboren, en niet in Winchester zoals vroeger vaak werd aangenomen. Mathilde en haar broer William Adelin waren de enige wettige kinderen van Hendrik die de kindertijd overleefden.
Ze werd tot 1108 opgevoed door de nonnen van de abdij van Wilton, wat in die dagen gelijk stond met een hoogwaardige internationale opleiding, daarna werd ze toevertrouwd aan aartsbisschop Anselmus van Canterbury.

## Eerste huwelijk
Koning Hendrik V van Duitsland begon in 1108 onderhandelingen met Hendrik van Engeland over een bondgenootschap, tegen de samenwerking van Frankrijk met paus Paschalis II. De Duitse koning had een gespannen verhouding met de paus vanwege hun strijd om de absolute heerschappij, deze werd onder andere diplomatiek uitgevochten in de zogenaamde investituurstrijd die ging om het recht op benoeming van een opvolgend paus (heerser binnen de Rooms-Katholieke Kerk). Tegelijkertijd had Hendrik de paus nodig om hem tot Rooms keizer te kronen. De onderhandelingen leidden in 1109 tot de afsrpaak dat er een verloving op afstand zou plaatsvinden tussen Hendrik V (20 jaar oud) en Mathilde (7 jaar oud). Mathilde zou een bruidsschat van 10.000 zilveren marken meekrijgen en Hendrik kon dat bedrag goed gebruiken om een Italiaanse veldtocht te financieren om de paus zijn wil op te leggen.
In februari 1110 haalde een gezelschap Duitse hovelingen Mathilde op in Engeland. Samen met Engelse hovelingen stak het gezelschap over naar Boulogne-sur-Mer en Hendrik ontving Mathilde in Luik. Daarvandaan trokken ze naar Utrecht waar het paar met Pasen (10 april) officieel werd verloofd. Mathilde kreeg bij de verloving een aantal landgoederen in Lotharingen. Op 25 juni werd ze in Mainz tot "koningin van de Romeinen" gekroond door aartsbisschop Frederik I van Schwarzenberg van Keulen.
Hendrik toog naar Rome en toen de onderhandelingen met de paus niet tot resultaat leidden, nam hij de paus gevangen. Onder deze druk deed Paschalis belangrijke concessies; hij stemde ermee in om Hendrik tot keizer te kronen (Rome, 13 april 1111). Mathilde werd ondertussen in Duitsland door aartsbisschop Bruno van Trier opgevoed. Ze moest het grootste deel van haar Engels-Normandische gezelschap naar huis sturen, omdat ze dan sneller Duits zou leren. Sommige Engelsen bleven echter bij Mathilde, zoals aartsdiaken Hendrik van Winchester die later bisschop van Verdun zou worden.
Kort voor haar twaalfde verjaardag trouwden Mathilde en Hendrik, op 6 of 7 januari 1114, in Mainz. Als echtgenote van een keizer deed ze belangrijke ervaring op in bestuur en diplomatie. De positie van Hendrik kwam in Duitsland onder druk te staan door verzet van de kant van de adel en geestelijkheid, en door een excommunicatie door de paus. Bovendien kregen Hendrik en Mathilde geen kinderen (hoewel abt Herman van Doornik vermeldt dat ze een kind kregen dat na een paar dagen overleed). Bijzonder is dat dit in de algemene opinie niet als de schuld van Mathilde werd gezien, maar als een straf van God voor Hendrik (die wel een buitenechtelijk kind had), wegens de opstand tegen zijn vader keizer Hendrik IV.
Toen Hendrik de uitgestrekte goederen van Mathilde van Toscane erfde, besloot hij om in 1117 die goederen te bezoeken en tevens zijn conflict met de paus op te lossen. Hendrik en Mathilde trokken via Venetië naar de burcht van Mathilde van Toscane in Canossa, waar ze feestelijk werden ontvangen. Daarna reisde het paar door naar Rome, waar ze door de bevolking van de stad werden ontvangen. De paus was zelf afwezig omdat hij naar het zuiden was afgereisd om Hendrik te ontlopen. De paus zond zijn gezant Maurice Bourdin, aartsbisschop van Braga, naar Rome. Maurice liet zich door Hendrik overhalen om zijn standpunten te steunen. Hij kroonde Hendrik (opnieuw) en Mathilde in de Sint-Pietersbasiliek tot keizer en keizerin (Pasen 1117). Maurice werd daarop door de paus geëxcommuniceerd. Kort daarna overleed Paschalis en benoemde Hendrik Maurice tot de nieuwe paus. Aanhangers van Paschalis kozen paus Gelasius II. Beide pausen excommuniceerden elkaar direct, tezamen met hun belangrijkste medestanders.
Hendrik moest terugkeren naar Duitsland, maar Mathilde bleef nog een jaar in Italië en trad daar op als regentes. Bekend is dat ze de rechtszaak tegen dieven van kerkgoederen in Castrocaro heeft voorgezeten. In november 1119 reisde ze naar het noorden en voegde zich in Utrecht bij Hendrik. Hendrik sloot in 1122 het Concordaat van Worms met paus Calixtus II en zette zo een belangrijke stap om zijn problemen met de kerk op te lossen. De verhouding met Frankrijk verslechterde echter. Eerst kreeg Mathilde geen garantie van veilige doortocht toen ze haar vader wilde bezoeken, daarna brak er oorlog tussen Engeland en Frankrijk uit. Hendrik V viel Frankrijk aan om zijn schoonvader te ondersteunen, maar zijn expeditie liep uit op een mislukking.
Hendrik stierf in 1125. Hij vertrouwde de regalia van het rijk aan Mathilde toe. Hendrik wilde dat zijn neef Frederik II van Zwaben hem zou opvolgen. Aartsbisschop Adalbert I van Saarbrücken van Mainz, een tegenstander van Hendrik, leidde de verkiezing van de nieuwe koning en haalde Mathilde over (volgens sommige bronnen met leugens) om hem de regalia te geven. Uiteindelijk werd Hendriks tegenstander Lotharius van Supplinburg tot koning gekozen.

## Weduwe en erfgename
Mathildes vader Hendrik gaf zijn dochter opdracht om terug te komen naar zijn hof. Volgens overlevering was Mathilde liever in Duitsland gebleven waar ze zich thuis voelde. Bovendien sprak ze beter Duits dan Engels of Frans. Maar als kinderloze weduwe zonder grote eigen bezittingen, terwijl de vroegere tegenstander van haar man tot koning was gekozen, had ze weinig perspectief in Duitsland. In Engeland/Normandië was haar positie juist belangrijker geworden omdat haar broer Willem was verdronken bij het vergaan van het White Ship. Mathilde was toen nog keizerin en haar vader Hendrik (een weduwnaar) hoopte door snel een jonge vrouw te trouwen nog mannelijke erfgenamen te kunnen verwekken. Hoewel ze formeel niet als erfgenaam werd aangewezen, had ze toch een positie van belang. Mathilde voegde zich daarom in 1125 bij haar vader in Normandië. Na een jaar toog het gezelschap naar Engeland. Omdat Hendrik en zijn tweede vrouw na vijf jaar nog geen kinderen hadden, wees Hendrik Mathilde formeel aan als zijn erfgename. Hij liet zijn hovelingen tweemaal zweren Mathilde te erkennen als toekomstige koningin van Engeland (januari 1127 en Pasen 1128).

## Tweede huwelijk

### Aanleiding
Rond deze tijd begon een politiek steekspel rond het hertogdom Normandië. Hendrik had het hertogdom veroverd op zijn broer Robert Curthose en diens zoon Willem Clito maakte aanspraken op Normandië. Koning Lodewijk VI van Frankrijk moedigde deze aanspraken aan. De machtige graaf Fulco V van Anjou had Hendrik gesteund en had zijn dochter met de nu overleden Willem laten trouwen, maar nu liet hij een andere dochter met Willem Clito trouwen. Het lukte Hendrik om dat huwelijk te laten ontbinden door de paus, op grond van bloedverwantschap. Lodewijk reageerde door Willem Clito zijn schoonzuster als vrouw aan te bieden, met de Vexin als bruidsschat. Toen in 1127 Boudewijn VII van Vlaanderen, de graaf van Vlaanderen, zonder erfgenamen overleed, gaf Lodewijk het graafschap van Vlaanderen aan Willem Clito om zijn positie zo nog verder te versterken.
Hendrik wist het probleem op te lossen door een huwelijk tussen Mathilde en de oudste zoon van Fulco te arrangeren: Godfried V van Anjou. Mathilde had grote bezwaren; ze vond Godfried beneden haar stand en bovendien was hij tien jaar jonger, nog te jong om nu al te trouwen. Maar ze had geen andere keuze dan te trouwen en in 1127 trok ze naar Normandië, onder de hoede van haar halfbroer Robert van Gloucester.

### Huwelijk
Mathilde en Godfried trouwden op 17 juni 1128 in de kathedraal van Le Mans. Godfried was de week daarvoor door Hendrik tot ridder geslagen. Een maand later overleed Willem Clito aan verwondingen die hij tijdens gevechten had opgelopen. De positie van Mathilde leek nu onbedreigd. Haar huwelijk met Godfried was echter heel moeilijk en in 1129 verliet ze Godfried om in Rouen te gaan wonen. In augustus 1131 beval Hendrik Mathilde om naar Engeland te komen. Op 8 september vond een hofdag plaats waarbij Mathilde werd opgedragen om terug te keren naar haar echtgenoot. De aanwezige hovelingen zwoeren opnieuw trouw aan Mathilde als erfgename van Hendrik. In 1133 en 1134 kreeg het paar twee kinderen: Hendrik en Godfried. Mathilde werd ernstig ziek na de tweede bevalling. Haar begrafenis was al voorbereid, toen ze tegen alle verwachting in toch herstelde. In 1136 kregen ze nog een derde zoon, Willem.
De huwelijksproblemen tussen Mathilde en Godfried leidden er uiteindelijk toe dat Hendrik en Godfried een slechte verhouding kregen. De kastelen op de Normandische grens die Godfried bij het huwelijk zou krijgen, werden nooit overgedragen. Godfried zou nooit een uitnodiging krijgen van Hendrik om zijn hof te bezoeken.

## Strijd om de erfenis
Hendrik bezocht Normandië in 1135. Mathilde bleef echter in Anjou. Hendrik inspecteerde zijn grens met Anjou, maar vader en dochter zochten elkaar toen ook niet op. Hendrik overleed op 1 december in zijn jachtkasteel in Lyons-la-Forêt, op zijn sterfbed bevestigde hij dat Mathilde zijn erfgename moest worden. Maar omdat Godfried en Mathilde niet bij zijn overlijden aanwezig waren, konden ze niet direct de troon opeisen.
Godfried moest in Anjou blijven om een opstand te onderdrukken maar Mathilde trok naar Normandië. Daar bezette ze de drie kastelen van haar bruidsschat: Domfront, Exmes en Argentan. Daarna kwam ze echter tot de ontdekking dat ze zwanger was, waarop ze besloot om eerst rustig in Argentan te blijven voor de duur van haar zwangerschap en daar te bevallen. Ondertussen zeilde Stefanus van Blois snel naar Engeland. Hij werd met hulp van zijn broer, de bisschop van Winchester, op 22 december 1135 in Winchester tot koning van Engeland gekroond door de aartsbisschop van Canterbury. Vanwege de grote haast waren slechts enkele edelen en drie geestelijken aanwezig. Stefanus had driemaal trouw gezworen aan Mathilde als erfgename van Hendrik.
Koning David I van Schotland, de oom van Mathilde, viel Engeland binnen als reactie op de kroning van Stefanus, maar Stefanus kon de Schotten eenvoudig verdrijven. Robert van Gloucester erkende Stefanus als koning. Na ruim een jaar kwam Stefanus naar Normandië om ook daar zijn gezag te vestigen, maar dat liep niet goed. Stefanus had een leger van Vlaamse huurlingen meegenomen, maar er braken gevechten uit tussen de Vlamingen en Normandische edelen. Het huurlingenleger viel uiteen. Robert beschuldigde Stefanus van een poging om hem te vermoorden. Uiteindelijk ging Stefanus terug naar Engeland. Robert van Gloucester bleef achter in Normandië en controleerde de gebieden rond Caen en Bayeux. In juni 1138 zegde hij zijn eed aan Stefanus op en sprak hij zijn steun uit voor Mathilde. Robert zou Mathildes belangrijkste en trouwste medestander zijn in de oorlogen die volgden, beter bekend onder de naam "Anarchie".
In 1139 bracht Mathilde een onverwacht bezoek aan haar moeder in het kasteel van Arundel. Stefanus gaf haar en haar gezelschap (maar liefst 140 ridders onder wie Robert van Gloucester) een vrijgeleide naar Bristol, de belangrijkste stad van Robert.
Vanuit Bristol begonnen Mathilde en Robert een oorlog tegen Stefanus. In februari 1141 kon ze Stefanus verslaan en gevangennemen in de Slag bij Lincoln. Mathilde leek de oorlog gewonnen te hebben en ging naar Londen om zich te laten kronen, als de-facto koningin noemde ze zichzelf Lady of the English. De stad Londen wilde haar toelaten, op voorwaarde dat ze de belastingen van de stad zou verlagen. Mathilde weigerde echter te onderhandelen en Londen sloot zijn poorten en verklaarde zich voor Stefanus.
Mathilde koos er nu voor om naar Winchester te gaan (vermoedelijk om zich daar te laten kronen) en belegerde het kasteel van Winchester. Daar werd ze echter ingesloten door een leger van koningin Mathilde (vrouw van Stefanus) en de stad Londen. Keizerin Mathilde kon vluchten maar Robert van Gloucester werd gevangengenomen. In november werden Stefanus en Robert tegen elkaar geruild. In december belegerde Stefanus Mathilde in het kasteel van Oxford. Toen de situatie onhoudbaar werd, vluchtte Mathilde met een klein gezelschap (volgens de overlevering in het wit gekleed omdat het had gesneeuwd). Het kasteel gaf zich de volgende dag over. Bij het latere beleg van Devizes kwam ze opnieuw zo in het nauw te zitten dat ze weer moest ontsnappen. Dit keer werd ze in een grafkist het kasteel uitgedragen.
Ondertussen veroverde Godfried Normandië. De oorlog in Engeland kwam langzaam tot een stilstand en in 1148 voegde Mathilde zich in Normandië bij Godfried. In 1149 droegen ze het hertogdom Normandië over aan hun zoon Hendrik.

## Laatste jaren
Godfried overleed onverwacht in 1151. Hendrik onderhandelde in 1153 een overeenkomst met Stefanus waarbij die koning van Engeland bleef maar Hendrik als zijn erfgenaam aanwees. Mathilde bleef in Rouen wonen en voerde het dagelijks bestuur over Normandië. Ze probeerde te bemiddelen in de conflicten tussen haar zoons Hendrik en Godfried over de erfenis van hun vader. Haar jongste zoon Willem kwam bij haar wonen nadat Thomas Becket had geweigerd om hem met Isabel de Warenne, erfdochter van de graaf van Surrey, te trouwen.
Ze overleefde Godfried en Willem en overleed zelf in 1167 in de abdij van Notre-Dame-du-Pré, bij Rouen. Ze werd begraven in de abdij van Bec. De abdij werd na de Franse Revolutie een militair terrein en een deel van de gebouwen werd gesloopt of raakte vervallen. Dat was aanleiding om Mathilde in 1847 te herbegraven in de kathedraal van Rouen, waar ook haar tweede echtgenoot was begraven.

## Huwelijken en kinderen
Mathilde was in haar eerste huwelijk getrouwd met keizer Hendrik V, zij kregen geen kinderen.
Mathilde was in haar tweede huwelijk getrouwd met Godfried V van Anjou, zij kregen de volgende kinderen:
- Hendrik II van Engeland, koning van Engeland, hertog van Normandië, graaf van Anjou, beschermer van Bretagne en door zijn huwelijk hertog van Aquitanië;
- Godfried II van Maine, korte tijd graaf van Anjou;
- Willem van Poitou.

## Voorouders
| Mathilde van Engeland (1102-1167) | Vader: Hendrik I van Engeland (1068-1135)  | Grootvader: Willem de Veroveraar (1028-1087)      | Overgrootvader: Robert de Duivel (1000/1010-1035)      |
| Mathilde van Engeland (1102-1167) | Vader: Hendrik I van Engeland (1068-1135)  | Grootvader: Willem de Veroveraar (1028-1087)      | Overgrootmoeder: Herleva (1015-1050)                   |
| Mathilde van Engeland (1102-1167) | Vader: Hendrik I van Engeland (1068-1135)  | Grootmoeder: Mathilde van Vlaanderen (1031-1083)  | Overgrootvader: Boudewijn V van Vlaanderen (1013-1067) |
| Mathilde van Engeland (1102-1167) | Vader: Hendrik I van Engeland (1068-1135)  | Grootmoeder: Mathilde van Vlaanderen (1031-1083)  | Overgrootmoeder: Adela van Mesen (1009/1014-1079)      |
| Mathilde van Engeland (1102-1167) | Moeder: Mathilde van Schotland (1079-1118) | Grootvader: Malcolm III van Schotland (1031-1093) | Overgrootvader: Duncan I (1001-1040)                   |
| Mathilde van Engeland (1102-1167) | Moeder: Mathilde van Schotland (1079-1118) | Grootvader: Malcolm III van Schotland (1031-1093) | Overgrootmoeder: Suthen                                |
| Mathilde van Engeland (1102-1167) | Moeder: Mathilde van Schotland (1079-1118) | Grootmoeder: Margaretha van Schotland (1045-1093) | Overgrootvader: Eduard Ætheling (1016-1057)            |
| Mathilde van Engeland (1102-1167) | Moeder: Mathilde van Schotland (1079-1118) | Grootmoeder: Margaretha van Schotland (1045-1093) | Overgrootmoeder: Agatha                                |